# Illuka
Illuka (německy Illuck) je vesnice v estonském kraji Ida-Virumaa, patřící k samosprávné obce Alutaguse.